# Encyklopedia obrazowa systematyczna
Encyklopedia obrazowa systematyczna – czterotomowa polska encyklopedia powszechna wydana w latach 1835-1838 w Warszawie przez polskiego księgarza Jana Glücksberga.

## Historia
Idea publikacji polskiej encyklopedii powszechnej narodziła się w redakcji czasopisma Magazyn Powszechny pod redakcją Kazimierza Brodzińskiego wydawanego w Warszawie w latach 1834–1842 przez księgarza Jana Glücksberga.
Encyklopedia opublikowana została z inicjatywy księgarza szkół publicznych w Królestwie Polskim oraz wydawcy Jana Glücksberga. W 152 numerze warszawskiego czasopisma "Magazyn Powszechny" z 1836 roku opublikowano nazwiska komitetu redakcyjnego. Funkcję redaktora naczelnego encyklopedii pełnił redaktor Pamiętnika Warszawskiego Feliks Bentkowski. W skład redakcji weszli również:
- inżynier górnictwa Karol Fritsche,
- prokurator generalny przy sądzie apelacyjnym Edward Hoffman edytujący hasła o tematyce żeglarskiej,
- Feliks Paweł Jarocki - hasła o treści zoologicznej,
- profesor Instytutu agronomicznego Wojciech Jastrzębowski - botanika,
- zegarmistrz warszawski Karol Krantz - hasła związane z zegarmistrzostwem,
- referendarz Rady Stanu Jan Kruszyński - tematyka starożytna,
- członek Rady Wychowania Jan Kanty Krzyżanowski - fizyka i chemia,
- dr medycyny Jan Mile - anatomia głowy, fizjologia,
- profesor w Szkole aplikacyjnej wojskowej Józef Paszkowski - fortyfikacje,
- profesor anatomii dr Marcin Roliński - anatomia,
- Kazimierz Strończyński,
- artysta Józef Wolski - słownictwo.

Encyklopedia nosząca pełny tytuł Encyklopedja powszechna; zbiór wiadomości najpowszechniejszych dla wszystkich stanów nie została ukończona ponieważ nie uzyskała wystarczającej liczby prenumeratorów. W latach 1836–1840 ukazały się jedynie cztery tomy obejmujące hasła A-Czy.